# Eva Croissant

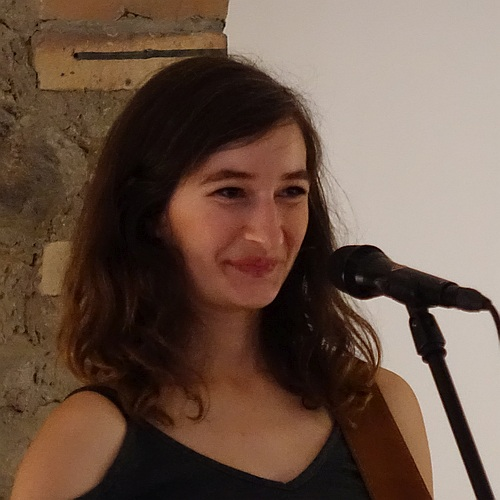
Eva Croissant bei einem Konzert (2018)

Eva Croissant (* 9. Februar 1991 in Neustadt an der Weinstraße) ist eine deutsche Sängerin und Songschreiberin.

## Werdegang
Croissant wuchs in Kleinfischlingen auf dem Biolandhof ihrer Eltern auf. Sie besuchte die Grundschule in Edesheim, dann das Otto-Hahn-Gymnasium in Landau in der Pfalz. Nach der Scheidung ihrer Eltern 2006 zog sie mit dem Vater nach Karlsruhe und besuchte dort das Kant-Gymnasium. In der elften Klasse brach sie die Schule ab. Anschließend zog sie 2008 in eine Wohngemeinschaft nach Marburg, wo sie auf Minijob-Basis in einer Bio-Bäckerei arbeitete und begann ihren Lebensunterhalt selbst zu verdienen. Zu dieser Zeit spielte sie bereits vermehrt deutschlandweit Auftritte, z. B. bei Offenen Bühnen, Band- und Songwriter-Wettbewerben, auf Kleinkunstbühnen und Privatfeiern. 2009 zog sie nach Leipzig und lebte fortan als Liedermacherin. Sie pendelte ständig zwischen ihrer neuen Wahlheimat und den häufigeren Auftritten in Baden-Württemberg, Bayern und Hessen, weswegen sie ihre selbstbetitelte „Lieblingsstadt“ schon im darauf folgenden Jahr, 2010, wieder verließ und in eine WG in der Karlsruher Innenstadt zog.
2011 nahm Eva Croissant am rheinland-pfälzischen Newcomer-Wettbewerb Rockbuster teil, wo sie die Finalrunde erreichte. Im Februar 2012 veröffentlichte sie ihr Debütalbum Du bist nicht irgendwer.
Von Oktober bis November 2012 nahm sie in Berlin an der zweiten Staffel der Gesangs-Castingshow The Voice of Germany teil. Mit ihrer darin vorgetragenen Eigenkomposition Dein Herz trägt Felsen gelang ihr der Sprung in die deutschen Singlecharts auf Platz 77, ihre Coverversion von „Du oder ich (oder wir alle)“ von Mikroboy schaffte es sogar auf Platz 55. Ihr Album „Du bist nicht irgendwer“ landete auf Platz 88 der deutschen Albumcharts. In der Gruppe von Nena schied sie nach zwei von vier möglichen Liveshow-Auftritten aus.
2015 zog sie nach Berlin, 2016 bildete sie mit Felix Räuber das Duo Zwei von Millionen, im Mai 2018 veröffentlichte sie ihr zweites, selbst produziertes und über Crowdfunding finanziertes Album „Einfach du sein“.

## Diskografie
Alben
- 2012: Du bist nicht irgendwer
- 2018: Einfach du sein

Lieder
- 2012: Dein Herz trägt Felsen
- 2012: Du oder ich (oder wir alle)